# Kardynałowie z nominacji Innocentego VIII
W ciągu ośmiu lat pontyfikatu Innocenty VIII mianował ośmiu kardynałów na jednym konsystorzu celebrowanym 9 marca 1489. Dwie z tych nominacji zostały opublikowane dopiero w okresie sediswakancji po jego śmierci:

## Konsystorz 9 marca 1489

### Nominacje jawne
Kościoły tytularne zostały nadane 23 marca 1489:
1. Lorenzo Cibo de Mari, bratanek papieża i arcybiskup Benewentu – kardynał prezbiter S. Susanna, następnie kardynał prezbiter S. Cecilia (ok. 1490), kardynał prezbiter S. Marco (5 października 1500?), kardynał biskup Albano (14 maja 1501) i kardynał biskup Palestriny (29 listopada 1503), zm. 21 grudnia 1503
2. Ardicino della Porta, biskup Alerii i papieski sekretarz ds. kontaktów z ambasadorami królów i książąt – kardynał prezbiter Ss. Giovanni e Paolo, zm. 4 lutego 1493
3. Antoniotto Pallavicini, papieski datariusz i biskup Orense – kardynał prezbiter S. Anastasia, następnie kardynał prezbiter S. Prassede (ok. 1491?), kardynał biskup Tusculum (10 kwietnia 1503), kardynał biskup Palestriny (22 grudnia 1503), zm. 10 września 1507
4. Andre d’Espinay, arcybiskup Bordeaux – kardynał prezbiter Ss. Silvestro e Martino, zm. 10 listopada 1500
5. Pierre d’Aubusson OSIoHieros, wielki mistrz joannitów na Rodos – kardynał diakon S. Adriano, zm. 3 lipca 1503

### Promocje sekretne

#### Ogłoszona 9 marca 1492
1. Giovanni de’ Medici, protonotariusz apostolski, syn władcy Florencji Wawrzyńca Wspaniałego, komendatariusz opactwa Monte Cassino – kardynał diakon S. Maria in Domnica (tytuł nadany w marcu 1492), od 11 marca 1513 papież Leon X, zm. 1 grudnia 1521

#### Ogłoszona 26 lipca 1492 (w trakcie sediswakancji)
1. Federico di Sanseverino, protonotariusz apostolski – kardynał diakon S. Teodoro, następnie kardynał diakon S. Angelo (17 marca 1511); pozbawiony godności kardynalskiej i ekskomunikowany 24 października 1511, zrehabilitowany jako kardynał diakon S. Angelo[1] 27 czerwca 1513, zm. 7 sierpnia 1516

#### Ogłoszona 3 sierpnia 1492 (w trakcie sediswakancji)
1. Maffeo Gherardi OSBCam, patriarcha Wenecji – kardynał prezbiter Ss. Sergio e Bacco (tytuł nadany prawdopodobnie 31 sierpnia 1492)[2], zm. 14 września 1492